# Regie federali
Le regie federali sono aziende gestite da uno Stato per eseguire compiti economici e fornire servizi autonomamente senza il supporto di privati.

## Svizzera
Regie federali del Dipartimento militare nel 1919:
- Amministrazione delle polveri
- Polverifici militari di Wimmis e Worblaufen
- Regia dei cavalli e deposito federale dei cavalli d'artiglieria a Thun
- Fabbriche di munizioni di Thun e Altdorf
- Officina federale di costruzione e officina elettrica di Thun
- Fabbrica federale d'armi di Berna

Altre regie federali nel 1919:
- Zecca federale (Dipartimento delle finanze e delle dogane)
- Stazioni federale di ricerca di Liebefeld (comune di Berna), Wädenswil e Losanna
- Deposito federale di stalloni e puledri di Avenches (Dipartimento dell'economia pubblica)
- Poste, telefoni e telegrafi (PTT) (Dipartimento delle poste e delle ferrovie)
- Regia federale degli alcol
- Ferrovie federali svizzere (FFS)

Considerati in parte regie federali nel 1919:
- Amministrazione federale dei cereali
- Politecnico federale di Zurigo

Regie federali tra il 1940-50 e il 1970-80:
- Amministrazione federale degli alcol
- Aziende federale d'armamento
- Officine militari federale